# Rio Ciungi (Secu)
O Rio Ciungi é um rio da Romênia, afluente do Secu-Vaduri, localizado no distrito de Neamţ.